# Madas Edit
Madas Edit (Budapest, 1949. november 18. –) Széchenyi-díjas magyar irodalom- és művelődéstörténész, medievista, egyetemi tanár, a Magyar Tudományos Akadémia rendes tagja. 2002 és 2007 között az MTA Fragmenta Codicum Kutatócsoport vezetője, 2007 és 2017 között az MTA–Országos Széchényi Könyvtár Res librariae Hungariae kutatócsoport vezetője osztályvezetőként. Kutatási területe a középkori kódexek, a középkori prédikációirodalom és írásbeliség.

## Életpályája
Egyetemi tanulmányait az Eötvös Loránd Tudományegyetem Bölcsészettudományi Karán végezte, ahol 1974-ben szerzett magyar-latin szakos tanári diplomát. 1975-ben a párizsi Cours de Civilisation Française-ben tanult tovább. 1976-tól a Magyar Tudományos Akadémia Fragmenta Codicum kutatócsoport tudományos segédmunkatársaként kezdett el dolgozni. 1979-ben védte meg egyetemi doktori értekezését, valamint tudományos munkatársi megbízást kapott a kutatócsoportban. 1993-tól tudományos főmunkatárs, 2002-től tudományos tanácsadó. Ekkor nevezték ki a kutatócsoport vezetőjévé. 2007-ben a csoport átalakult, Madas az MTA és az Országos Széchényi Könyvtár Res Libraria Hungariae kutatócsoportjának vezetője lett. A kutatómunkát tíz éven keresztül irányította. Emellett 2009-ben egyetemi tanári kinevezést kapott a Pázmány Péter Katolikus Egyetem Bölcsészet- és Társadalomtudományi Kar Magyar Nyelv- és Irodalomtudományi Intézetének magyar irodalomtudományi tanszékén. Innen 2020-ban vonult nyugdíjba.
1993-ban védte meg az irodalomtudomány kandidátusi, 2002-ben akadémiai doktori értekezését. Az MTA Művelődéstörténeti, Irodalomtudományi, Klasszika-filológiai Bizottságának, illetve a Könyvtörténeti Munkabizottságának lett tagja, utóbbinak később elnöke is. 2005 és 2007 között az MTA Társadalomtudományi Kutatóintézet hálózati tanácsának alelnöke is volt. 2013-ban a Magyar Tudományos Akadémia levelező, 2019-ben rendes tagjává választották. Akadémiai tevékenysége mellett a Nemzetközi Magyarságtudományi Társaság vezetőségébe is beválasztották, valamint a Comité International de Paléographie és az International Medieval Sermon Studies Society is felvette tagjai sorába. A Magyar Könyvszemle szerkesztőbizottságában is részt vett.

## Kutatási területe
Kutatási területe a középkori könyv-, irodalom- és művelődéstörténet, ezen belül kiemelten foglalkozik a magyarországi latin és magyar nyelvű írásbeliség, a hagiográfia és a homiletikai irodalom kérdéseivel.
A Fragmenta Codicum kutatócsoport keretén belül a középkori magyarországi kódexállomány rekonstruálásával, valamint kötéstáblákon fennmaradt kódexlapok felkutatásával és tudományos feldolgozásával foglalkozott. E kódextöredékek nemcsak a magyar, hanem az európai középkori művelődéstörténet fontos forrásai is. Az ún. Apor-, Érsekújvári- és Ernst-kódexek kapcsán feltáró kutatásokat végzett. A kódextöredékek mellett a magyarországi egyházi könyvtárak kódexállományának feldolgozásában is aktívan bekapcsolódott. Később a digitalizáció eszközeinek kódexkutatási felhasználásával is foglalkozott. Emellett a kodikológia és az írástörténet kódexkutatáson túli kérdéseiről is több értekezést írt. Számos lexikonban (Új magyar irodalmi lexikon, Magyar művelődéstörténeti lexikon, Magyar katolikus lexikon) szócikkszerző. Tudományos közleményeit magyar, angol, német és francia nyelven adja közre.

## Díjai, elismerései
- Akadémiai Díj (2010)
- Széchényi Ferenc-díj (2011)
- Széchenyi-díj (2024)

## Főbb publikációi
- ”Ad terrorem omnium”. A középkori vágánsének egy magyarországi változata? (1976)
- Die in der Österreichischen Nationalbibliothek erhaltenen Handschriften des ehemaligen Augustiner Chorherrenstiftes St. Dorothea in Wien (1982)
- A Néma Barát megszólal: Válogatás a Karthauzi Névtelen beszédeiből (1985)
- A Legenda aurea a középkori Magyarországon: Kódexek és ősnyomtatványok, a Legenda aurea mint forrás (1992)
- A Dominican Sermon Collection (1996)
- A könyvkultúra Magyarországon a kezdetektől 1730-ig (Monok Istvánnal, 1998)
- Legendák és csodák (13-16. század) (Klaniczay Gáborral, 2001)
- Középkori prédikációirodalmunk történetéből. A kezdetektől a XIV. század elejéig (2002)
- A könyvkultúra Magyarországon a kezdetektől 1800-ig (Monok Istvánnal, 2003)
- Sermones de sancto Ladislao rege Hungariae: Középkori prédikációk Szent László királyról (2004)
- Szent László, a bécsi egyetem magyar nációjának patrónusa (2008)
- "Látjátok feleim ..." Magyar nyelvemlékek a kezdetektől a 16. század elejéig (szerk., 2009)
- Az Érsekújvári Kódex mint a menekülő apácák hordozható könyvtára és két új forrásazonosítás (2011)
- Kódexkutatás a digitális korban (2015)
- Szent Márton chablis-i gyógyító csodája az Ernst-kódexben: Mit keres egy magyar gróf Burgundiában a honfoglalás korában? (2016)
- Körmendy Kinga, Lauf Judit, Madas Edit, Sarbak Gábor: Az Esztergomi Főszékesegyházi Könyvtár, az Érseki Simor Könyvtár és a Városi Könyvtár kódexei. Szerkesztette: Madas Edit. Fragmenta et Codices in Bibliothecis Hungariae VII-A. Budapest-Esztergom, Esztergomi Főszékesegyházi Könyvtár, Akadémiai Kiadó, Országos Széchenyi Könyvtár, 2021.